# Eurytenes leptostigma
Eurytenes leptostigma är en stekelart som först beskrevs av Wesmael 1835.  Eurytenes leptostigma ingår i släktet Eurytenes och familjen bracksteklar. Arten är reproducerande i Sverige. Inga underarter finns listade i Catalogue of Life.